# Fénix Jazz Band
Fénix Jazz Band es una banda argentina de jazz tradicional, inspirada en el estilo de Nueva Orleans, fundada en 1973. Son sus integrantes: Ricardo Alem (trompeta), Ernesto Carrizo (clarinete y saxofón soprano), Jorge Palmieri (trombón a vara), Ezequiel Pallejá (piano), Guillermo Riportella (banjo), Héctor García (tuba tipo Sousaphone) y Roberto Bastiani (batería).
Otros músicos que a lo largo de su trayectoria participaron en la banda en diferentes períodos son: Daniel Álvarez Montserrat, José Ángel Canci, Fernando Grano Cortínez, Rodolfo Yoia, Horacio Schere, Carlos Caiati, Juan Carlos Bazán, Manuel Fraga, Terry Gutiérrez, Carlos Balmaceda, José Bernárdez, Oscar Linero, Norberto Méndez, Cristina Aguayo, Susana Delgado y Eleonora Eubel.
Con una amplia discografía en su haber, y un repertorio de clásicos de Louis Armstrong, Jelly Roll Morton, Clarence Williams, Sam Morgan y Sidney Bechet, la Fénix Jazz Band se presenta desde 1978, todos los sábados desde las 23, entre abril y noviembre en la Sala "La Bodega" del tradicional Café Tortoni de Buenos Aires.
En 1995 recibió el Premio Konex de Platino como mejor banda de Jazz de la década en la Argentina.